# Plagiothecium lancifolium
Plagiothecium lancifolium là một loài rêu trong họ Plagiotheciaceae. Loài này được Debeaux mô tả khoa học đầu tiên năm 1876.